# Higher Folds
Higher Folds är en by i distriktet Wigan i Greater Manchester i England. Byn ligger 16 km 
från Manchester. Orten har 2 442 invånare (2001).